# 1867 en arts plastiques
| Années des arts plastiques : 1864 - 1865 - 1866 - 1867 - 1868 - 1869 - 1870    |
| Décennies des arts plastiques : 1830 - 1840 - 1850 - 1860 - 1870 - 1880 - 1890 |

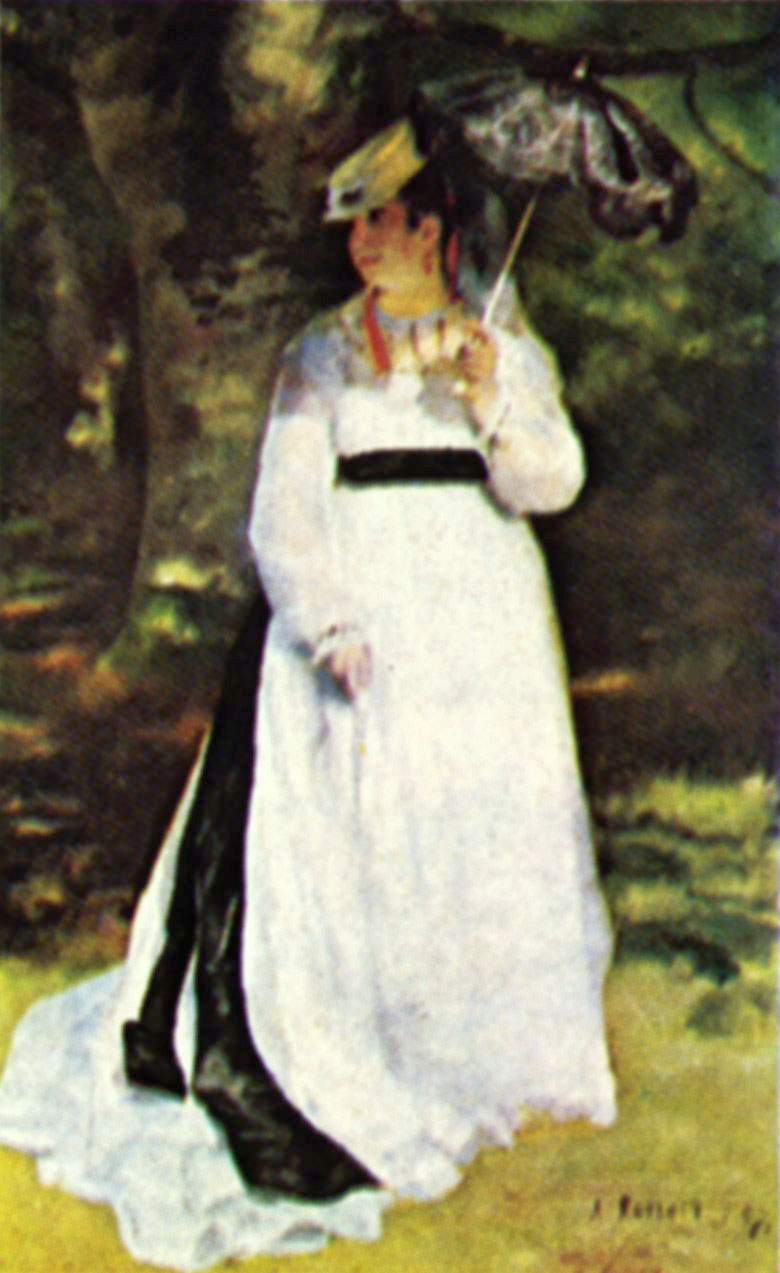
Lise à l’ombrelle, toile de Renoir.

Cette page concerne l'année 1867 en arts plastiques.

## Événements
- 1er avril-3 novembre : Exposition universelle de Paris.

## Œuvres
- Illustration des Contes de ma mère l'Oye de Charles Perrault par Gustave Doré.
- La Plage de Sainte-Adresse par Claude Monet.
- Bords de l'Ofanto, près de Barletta de Giuseppe De Nittis
- Rock of Ages, de Johannes Adam Simon Oertel[1]

## Naissances
- 5 janvier : René Avigdor, peintre français († 7 décembre 1920),
- 13 janvier : Dmitri Chtcherbinovski, peintre impressionniste russe puis soviétique († 27 novembre 1926),
- 15 janvier : Dudley Hardy, peintre et illustrateur britannique († 11 août 1922),
- 25 janvier : Marius Bauer, peintre, lithographe et graveur néerlandais († 18 juillet 1932),
- 26 janvier : Thérèse Pomey, peintre française († 9 janvier 1944),
- 29 janvier : Elisabeth Büchsel, peintre allemande († 3 juillet 1957),
- 1er février : Eugène Loup, peintre français († 10 septembre 1948),
- 14 février : Þórarinn Þorláksson, peintre islandais († 10 juillet 1924),
- 15 février : Angèle Delasalle, peintre et aquafortiste française († 26 août 1939),
- 18 février : Anton Hirschig, peintre néerlandais († 6 novembre 1939),
- 19 février : André Sinet, peintre, dessinateur, illustrateur, lithographe, affichiste, portraitiste et pastelliste français († 27 décembre 1938),
- 25 février : William Lakin Turner, peintre britannique († 21 octobre 1936).
- 28 février :
  - William Degouve de Nuncques, peintre belge († 1er mars 1935),
  - Thomas Theodor Heine, peintre, dessinateur et écrivain allemand († 26 janvier 1948).
- 7 mars : Édouard Paul Mérite, peintre et sculpteur français († 5 février 1941),
- 9 mars : Maurice Orange, peintre et dessinateur français († 28 février 1916),
- 12 mars : Auguste Frédéric Pierre Sézille des Essarts, peintre français († 10 mars 1950),
- 18 mars : Louise Artus-Perrelet, peintre, sculptrice et enseignante de dessin suisse († 25 avril 1946),
- 20 mars : Henri Bellery-Desfontaines, peintre, illustrateur, affichiste, typographe, architecte et décorateur français de la période de l'Art nouveau († 7 octobre 1909),
- 27 mars : Franz Deutmann, peintre et photographe néerlandais († 18 juillet 1915),
- 6 avril : Jules Ronsin, peintre français († 24 décembre 1937),
- 10 avril : Georges Dantu, peintre français († 23 avril 1948),
- 13 avril : Henry Perrault, peintre français († 6 juillet 1932),
- 17 avril : Auguste Oleffe, peintre belge († 14 novembre 1931),
- 27 avril : Frédéric Rouge, peintre suisse († 13 février 1950),
- 28 avril : Adrien Voisard-Margerie, peintre français († 20 juillet 1954),
- 29 avril : Adolf Fényes, peintre hongrois († 15 mars 1945),
- 30 avril : Juana Romani, peintre italienne († 13 juin 1923),
- 1er mai : Germán Gedovius, peintre mexicain († 16 mars 1937),
- 4 mai : Ricardo Acevedo Bernal, peintre colombien († 7 avril 1930),
- 6 mai : Béla Iványi-Grünwald, peintre hongrois († 24 septembre 1940),
- 8 mai : Marius Mangier, peintre français († 30 août 1952),
- 13 mai : Giovanni Colmo, peintre italien († 24 avril 1947),
- 17 mai : Georgette Agutte, peintre et sculptrice française († 6 septembre 1922),
- 25 mai : André Thyes, peintre et professeur luxembourgeois († 3 avril 1952),
- 31 mai :
  - Marie Antoinette Marcotte, peintre française † 30 avril 1929),
  - William Ritter, critique, journaliste et écrivain suisse († 19 mars 1955),
- 1er juin : Gabriel Sue, peintre français († 1958),
- 9 juin : Pelagia Mendoza, première sculptrice philippine († 13 mars 1939),
- 15 juin : René Seyssaud, peintre français  († 24 septembre 1952),
- 21 juin : Oscar Florianus Bluemner, peintre américain né allemand († 12 janvier 1938),
- 24 juin : Charles Duvent, peintre français († 1940),
- 8 juillet : Käthe Kollwitz, sculptrice, graveuse, dessinatrice allemande († 22 avril 1945),
- 15 juillet : Sophie Blum-Lazarus, peintre paysagiste et pastelliste française d'origine allemande († 31 juillet 1944),
- 19 juillet : Charles-Louis-Eugène Signoret, peintre français († 15 septembre 1932),
- 21 juillet : Lucien Hector Monod, peintre français († 1er juillet 1957),
- 24 juillet : Léon Giran-Max, peintre français († 18 avril 1927),
- 29 juillet : Ellen Roosval von Hallwyl, comtesse, peintre et sculptrice suédoise († 9 avril 1952),
- 7 août : Emil Nolde, peintre et aquarelliste allemand († 13 avril 1956),
- 12 août : Joseph-Paul Alizard, peintre, graveur et dessinateur français († 23 novembre 1948),
- 16 août : Paul-Émile Colin, graveur et peintre français († 28 août 1949),
- 31 août : Eugène Béjot, peintre et graveur français († 28 février 1931),
- 6 septembre : Alexandre François Bonnardel, peintre français († 21 décembre 1942),
- 21 septembre : Hubert-Denis Etcheverry, peintre français († 3 avril 1952),
- 27 septembre : Alexandre Cuvelier, peintre français († 19 août 1913),
- 1er octobre : Firmin Maglin, peintre et lithographe français († 1er juin 1946),
- 3 octobre : Pierre Bonnard, peintre français († 23 janvier 1947),
- 6 octobre : Vaclav Radimsky, peintre impressionniste austro-hongrois puis tchécoslovaque († 29 janvier 1946 ou 31 janvier 1946),
- 9 octobre : Victor Gilsoul, peintre belge († 5 décembre 1939),
- 12 octobre : Joseph Lamberton, peintre et sculpteur français († 26 décembre 1943),
- 15 octobre :
  - Silas Broux, peintre français († 1er mars 1957),
  - Fujishima Takeji, peintre japonais († 19 mars 1943),
- 21 octobre : Václav Hradecký, peintre, dessinateur et caricaturiste austro-hongrois puis tchécoslovaque († 14 juillet 1940),
- 5 novembre : Viscardo Carton, peintre italien († ?),
- 15 novembre : Lodovico Cavaleri, peintre italien († 2 janvier 1942),
- 20 novembre : Henri Guinier, peintre français († 10 octobre 1927),
- 23 novembre : Rudolf Sieger, peintre allemand († 4 avril 1925),
- 25 novembre : Paul Pascal, peintre français († 20 octobre 1945),
- 29 novembre : Gustave Brisgand, peintre  et pastelliste français († 4 juillet 1944),
- 30 novembre :
  - Henri-Gabriel Ibels, peintre, dessinateur, graveur et affichiste français († février 1936),
  - János Vaszary, peintre hongrois († 10 avril 1939),
- 1er décembre : Henri Dabadie, peintre orientaliste et paysagiste français († 19 octobre 1949),
- 2 décembre : Perico Ribera,  peintre pastelliste espagnol naturalisé français († 1949),
- 3 décembre : Paule Gobillard, peintre post-impressionniste française († 27 février 1946),
- 6 décembre : Gaston Larée, peintre et décorateur français († 26 janvier 1940),
- 7 décembre : Achille Bron, peintre français († 25 mars 1949),
- 10 décembre : Ker-Xavier Roussel, peintre français († 5 juin 1944),
- 17 décembre : Jeanne Philippar-Quinet, peintre française († 29 novembre 1959),
- ? :
  - Antonin Bourbon, peintre français († 1948),
  - Jean-Gaston Cugnenc, peintre et illustrateur français († 1928),
  - Marcin Gottlieb, peintre juif polonais († 1936),
  - Maruyama Banka, peintre de paysages et aquarelliste japonais († 1942),
  - Tommaso Francesco Testa, peintre italien († 1934),
  - David Widhopff, peintre français d'origine ukrainienne († 20 juillet 1933).

## Décès
- 4 janvier : Jacques-Philippe Renout, peintre français (° 11 septembre 1804),
- 14 janvier : Jean Auguste Dominique Ingres, peintre français (° 29 août 1780).
- 28 février :
  - Jacques Raymond Brascassat, peintre français (° 30 août 1805),
  - Charles-Marie de Sarcus, peintre, caricaturiste et archéologue français (° 26 mai 1821),
- 6 mars : Peter von Cornelius, peintre et fresquiste romantique allemand (° 23 septembre 1783),
- 8 mars : Eugène Appert , peintre français (° 28 décembre 1814),
- 16 avril : Clara Wulffaert, peintre belge (° 19 février 1808),
- 21 avril : Antoine Béranger, peintre et graveur français (° 16 mai 1785),
- 27 avril : Adolphe-Hippolyte Couveley, peintre français (° 16 novembre 1802),
- 25 novembre : Karl Ferdinand Sohn, peintre allemand (° 10 décembre 1805),
- 4 décembre : Sophie Rude, peintre française (° 16 juin 1797),
- 22 décembre : Théodore Rousseau, peintre français, chef de file des peintres de l’école de Barbizon (° 15 avril 1812),

- Date précise inconnue :
  - Teodoro Duclère, peintre de paysages et dessinateur italien  (° 1816),
  - Giuseppe Molteni, peintre italien (° 1800),
  - Carlos Esquivel y Rivas, peintre espagnol (° 1830),
  - Manuel Rodríguez de Guzmán, peintre espagnol (° 20 juin 1818).

- 1865 ou 1867 :
  - Ferdinando Cavalleri, peintre et portraitiste italien (° 1794).